# Paul Paray
Paul Paray (Le Tréport, 24 de mayo de 1886 - Montecarlo, 10 de octubre de 1979) fue un director de orquesta, compositor y organista francés. Es recordado sobre todo por ser el director residente de la Orquesta Sinfónica de Detroit durante más de una década.

## Vida
Auguste Paray, el padre de Paul, que era escultor y organista en la iglesia de St. Jacques en Lé Tréport, lideraba una sociedad musical de aficionados. Introdujo al joven Paul en la orquesta de la sociedad musical como percusionista. Posteriormente Paul fue a Ruan a estudiar música con los abades Bourgeois y Bourdon, y órgano con Haelling. De esta forma se preparó para entrar en el Conservatorio de París. 
En 1911 Paray ganó el Premio de Roma por su cantata Yanitza.
Cuando se declaró la Primera Guerra Mundial, el músico sintió la llamada de las armas y se alistó con el ejército francés. En 1914 cayó prisionero de guerra y quedó recluido en el campo de prisioneros de Darmstadt, Alemania, en donde compuso un cuarteto de cuerda.

## Carrera

### Como director de orquesta
Terminada la guerra, Paray fue invitado a dirigir la orquesta del casino de Cauterets, que incluía músicos de la Orquesta Lamoureux. Esto resultó ser el trampolín para poder dirigir esta última orquesta en París. Más tarde dirigió la Orquesta de Montecarlo y fue director musical de la Orquesta Colonne y presidente de Conciertos Colonne.

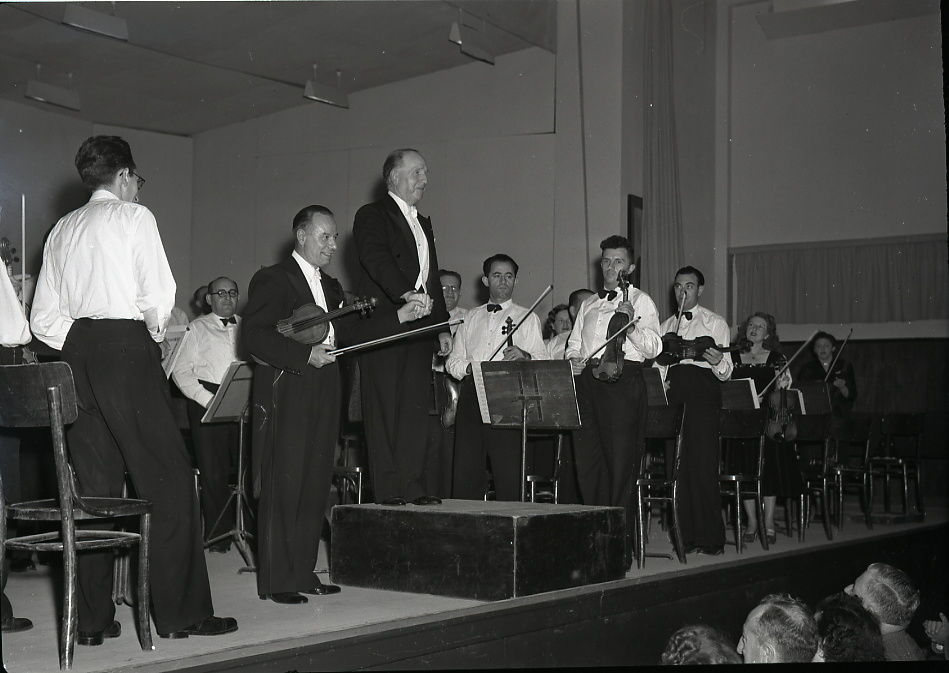
Paul Paray de la mano del violinista Zino Francescatti luego de presentar una sinfonía.

Paray debutó en Estados Unidos con Filarmónica de Nueva York en 1939. En 1952 fue nombrado director musical de la Orquesta Sinfónica de Detroit, a la que dirigió en numerosas grabaciones para la serie "Living Presence" de Mercury Records.
El maestro galo dirigía con facilidad todo el repertorio para orquesta, pero se especializó en la obra sinfónica francesa. Una de sus grabaciones más reconocidas es la de la Sinfonía n.º 3  de Camille Saint-Saëns, realizada en octubre de 1957. Las circunstancias que rodearon esta grabación fueron afortunadas: Paray había llevado la calidad de la Sinfónica de Detroit a uno de los niveles más distinguidos a nivel mundial. Marcel Dupré, amigo y compañero de estudios desde la infancia, fue el organista en esa sesión —resultando que Dupré, todavía estudiante, colaboró encargándose de los registros manuales cuando el mismo compositor tocó el órgano en una interpretación de su Sinfonía n.º 3 en París- y el órgano del Ford Auditorium de Detroit era perfecto para la obra. Además de ser considerada una de las más autorizadas lecturas de la obra, la grabación analógica original de Mercury Records se considera una referencia en vinilo para los audiófilos y la transferencia a digital para disco compacto fue producida por Wilma Cozart, la misma directora de la grabación analógica original (N.º catálogo 432 719-2).

### Como compositor
En 1922 compuso el ballet Adonis troublé. 
En 1931 escribió la Misa para el 500 aniversario de la muerte de Juana de Arco, que fue estrenada en la Catedral de Ruan con motivo de la celebración del quincentenario del martirio de la santa Juana de Arco. 
En 1935 escribió su Sinfonía n.º 1 en do mayor, que estrenó con la orquesta Conciertos Colonne. 
En 1941 compuso su Sinfonía n.º 2 en la mayor.
| Predecesor: Camille Chevillard | Director principal, Orquesta Lamoureux 1923–1928           | Sucesor: Albert Wolff   |
| Predecesor: desconocido        | Director musical, Orquesta de Montecarlo 1928–1933         | Sucesor: Henri Tomasi   |
| Predecesor: Gabriel Pierné     | Director musical, Orquesta Colonne 1932–1956               | Sucesor: Charles Münch  |
| Predecesor: ninguno            | Director musical, Orquesta Filarmónica de Israel 1949–1950 | Sucesor: Jean Martinon  |
| Predecesor: Karl Krueger       | Director musical, Orquesta Sinfónica de Detroit 1951–1962  | Sucesor: Sixten Ehrling |